# Vlečné vozy KPS série 297–326 (Brno)
Vlečné vozy KPS série 297–326 jsou typem dvounápravového jednosměrného vlečného tramvajového vozu, který byl vyráběn v Královopolské strojírně v Brně pro Dopravní podnik města Brna (DPMB). Jedná se o poslední dvounápravové "vlečňáky" dodané do Brna a zároveň o zcela poslední tramvajové vozy vyrobené v Královopolské strojírně. A byly to také první a poslední jednosměrné vlečné a motorové dvounápravové vozy (nepočítaje nové karoserie poškozených motorových a vlečných vozů po roce 1945), které byly dodány do Brna.

## Historické pozadí
Po 2. světové válce se začala nahrazovat část zničeného vozového parku po náletech v květnu 1945. Jako první byly dodány vozy vyráběné pro Brno již od 20. let 20. století. Série těchto motorových vozů byla dodána a zprovozněna v roce 1946, k nim později přibyla série vlečných vozů jejichž konstrukce vycházela z předešlé dodávky vlečných vozů série 261–296, které byly primárně určeny ke spřahování s motorovými vozy řady 134–152 z let 1932–1943 a později i posledních dřevěných motorových vozů 400–405. Kvůli dodávkám nových tramvají typu 4MT, které byly vyvinuty zcela nově, byl vyvinut v KPS i vlečný vůz, jež s motorovými vozy sdílel prakticky shodnou karoserii a podvozek.

## Konstrukce
Vozová skříň byla celokovová, tvořená ocelovou kostrou a rámem. Skříň byla uložena prostřednictvím silentbloků na dva jednonápravové podvozky. Na pravé straně se nacházely troje čtyřkřídlé skládací elektrohydraulicky ovládané dveře vybavené i výstražným bzučákem a signálními tlačítky ZASTAVÍME, které se ovládaly přes stanoviště průvodčího, stejně jako žárovkové osvětlení, nebo signalizace řidiči ODJEZD. Stanoviště průvodčího bylo pevně zřízeno vedle zadních dveří, které jako jediné byly určeny pro nástup (byly proto širší než ostatní), prostřední a přední sloužily pouze pro výstup. Konstrukce vozové skříně byla převzata z vozů 4MT. Díky tomu, že se jednalo v té době o vůbec první celokovové vozy (včetně motorových vozů), začalo se jim mezi lidmi říkat "plecháče".

## Dodávky
V roce 1950 bylo vyrobeno celkem 30 vlečných vozů série 297–326.
| Současný stát | Město | Článek | Výrobce | Roky dodávek | Počet vozů | Evidenční čísla při dodání | Poznámky | Zdroj |
| ------------- | ----- | ------ | ------- | ------------ | ---------- | -------------------------- | -------- | ----- |
| Česko         | Brno  | článek | KPS     | 1950         | 30 kusů    | 297-326                    |          | [ 2 ] |

## Provoz
První vozy se zařadily do provozu v roce 1950 a byly spřahovány s novými tramvajemi KPS 4MT ev. č. 117–146 na linkách 3 a 7. Po zprovoznění posledních vozů počátkem roku 1951 byla již vyzkoušena jízda zkušební třívozové soupravy, která však v zastávce Minská projevila svůj velký nedostatek, a to nedostatečnou účinnost brzdy motorového vozu, a tak se mohly spřahovat pouze do soupravy 4MT+vlečný vůz.
V normálním provozu se tyto vlečné vozy udržely spolu s motorovými vozy až do roku 1974, kdy byly rázově vyřazeny. Jedinou výjimku tvořil vlečný vůz ev. č. 1302, který byl vyřazen již v roce 1973 po dopravní nehodě. Vlečné vozy poté byly sešrotovány kromě vozů ev. č. 1301, 1313, 1315, 1321, 1322, 1324 a 1325, které přešly pod majetek TMB, podobně bylo naloženo i s vozy 4MT. Vůz 1301 byl poté zrenovován v letech 1985-1986, k tomu posloužily vozy 1315, 1324 a 1325 jako zdroje náhradních dílů, po jejichž vytěžení byly zlikvidovány. Zbytek sloužil v areálu TMB jako služební nářaďové vozy a obytný vůz stavebního vlaku, v jehož provozu zůstaly až do roku 1990, kdy byly všechny odstaveny před halou Technického muzea v Líšni. Vůz ev. č. SV3-1322 (ex 1322) byl následně sešrotován. Ostatní zbylé vlečné vozy ev. č. SV1-1313 a SV2-1321 ve zpustošeném stavu prostály na volném prostranství 24 let, než byl vůz 1313 darován DPMB pro renovaci k vozu 4MT 4058, převoz proběhl ještě v roce 2014, ale renovace se uskutečnila až po rozhodnutí o převozu tramvaje 4MT z areálu TMB v Líšni v roce 2017 namísto kavárenské tramvaje 4058. V současnosti se tak dochovaly 3 vlečné vozy. 

## Historické vozy
| Původní provoz | Evidenční číslo | Současný majitel | Rok výroby | Historický od roku | Poznámky | Zdroj       |
| -------------- | --------------- | ---------------- | ---------- | ------------------ | --- | ----------- |
| Brno           | 301             | TMB              | 1950       | 1974               | | [ 4 ]       |
| Brno           | 313             | DPMB             | 1950       | 2014               | 1974–2014 v majetku TMB (vůz pracovního vlaku, později vrak), DPMB: interní ev. č. 1313, 2017–2019 renovace | [ 5 ] [ 6 ] |

### Další existující vozy
Mimo historické vozy je zachován také vůz ev. č. SV2-1321 z roku 1950, ex 1321, od roku 1974 v majetku Technického muzea v Brně, v současnosti nevyužívaný vrak.

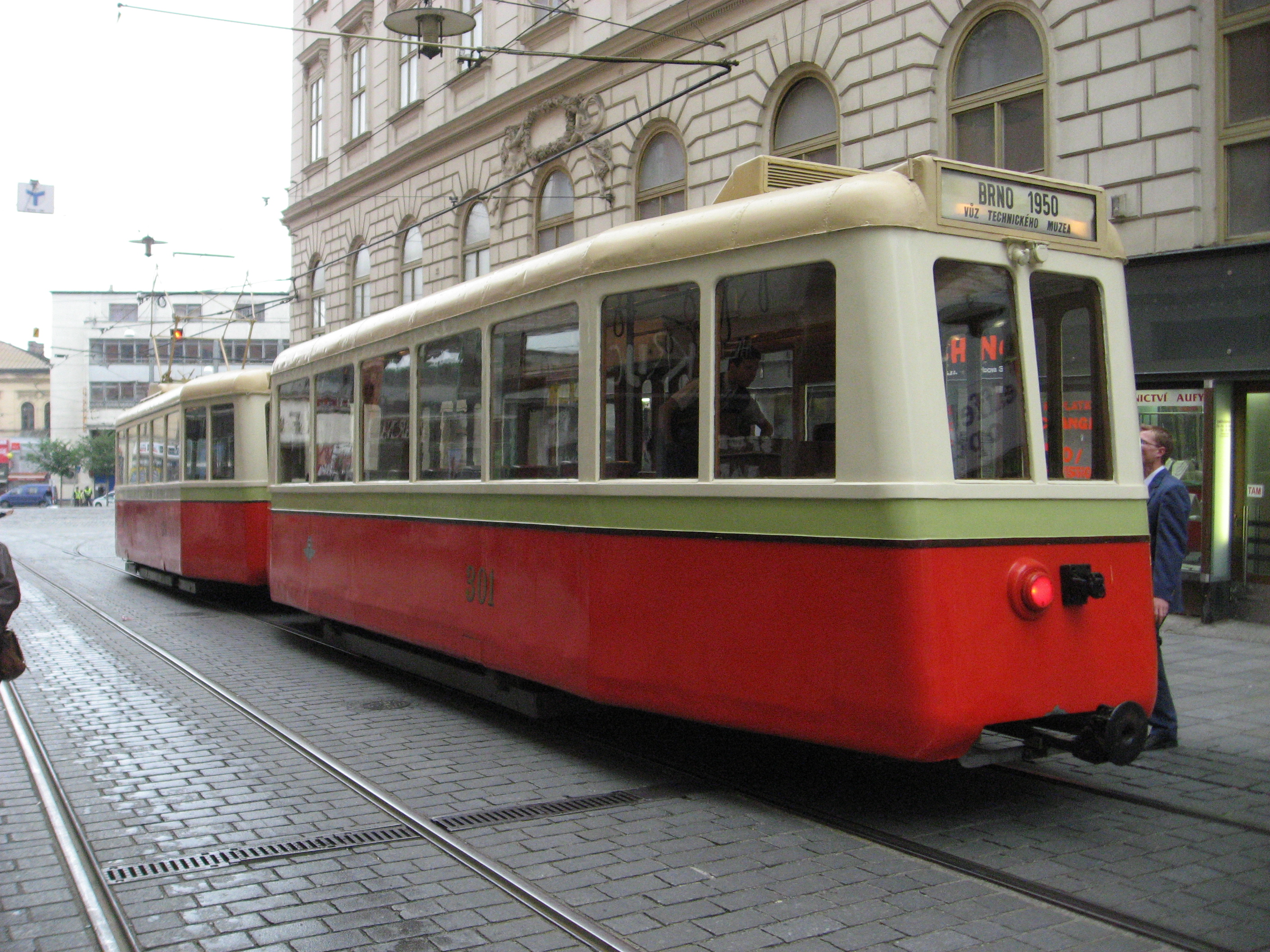
Vlečný vůz ev. č. 301 při oslavách 140 let MHD v Brně
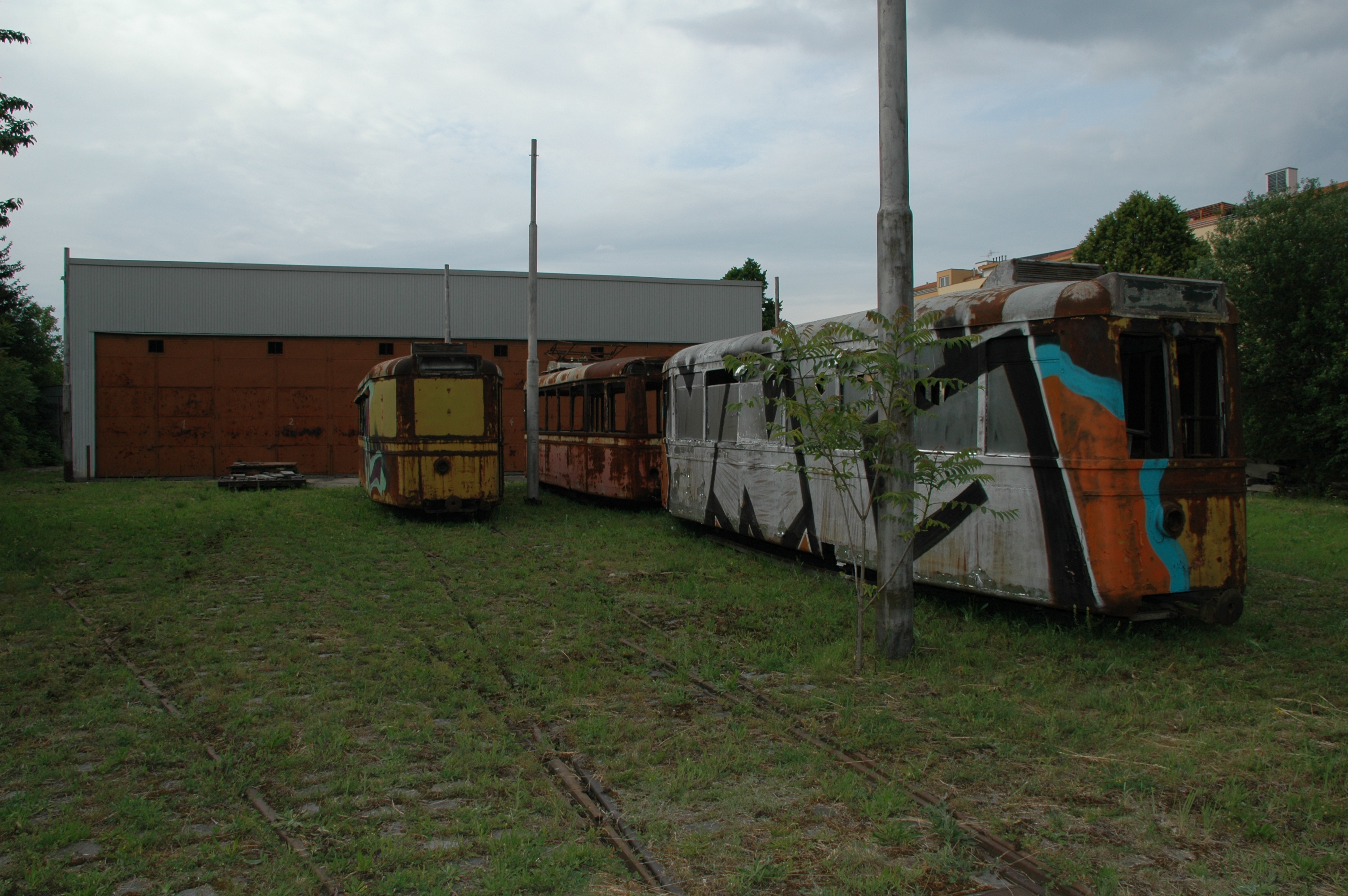
Vrak vlečného vozu ev. č. 313 ve stavu před renovací (v popředí)
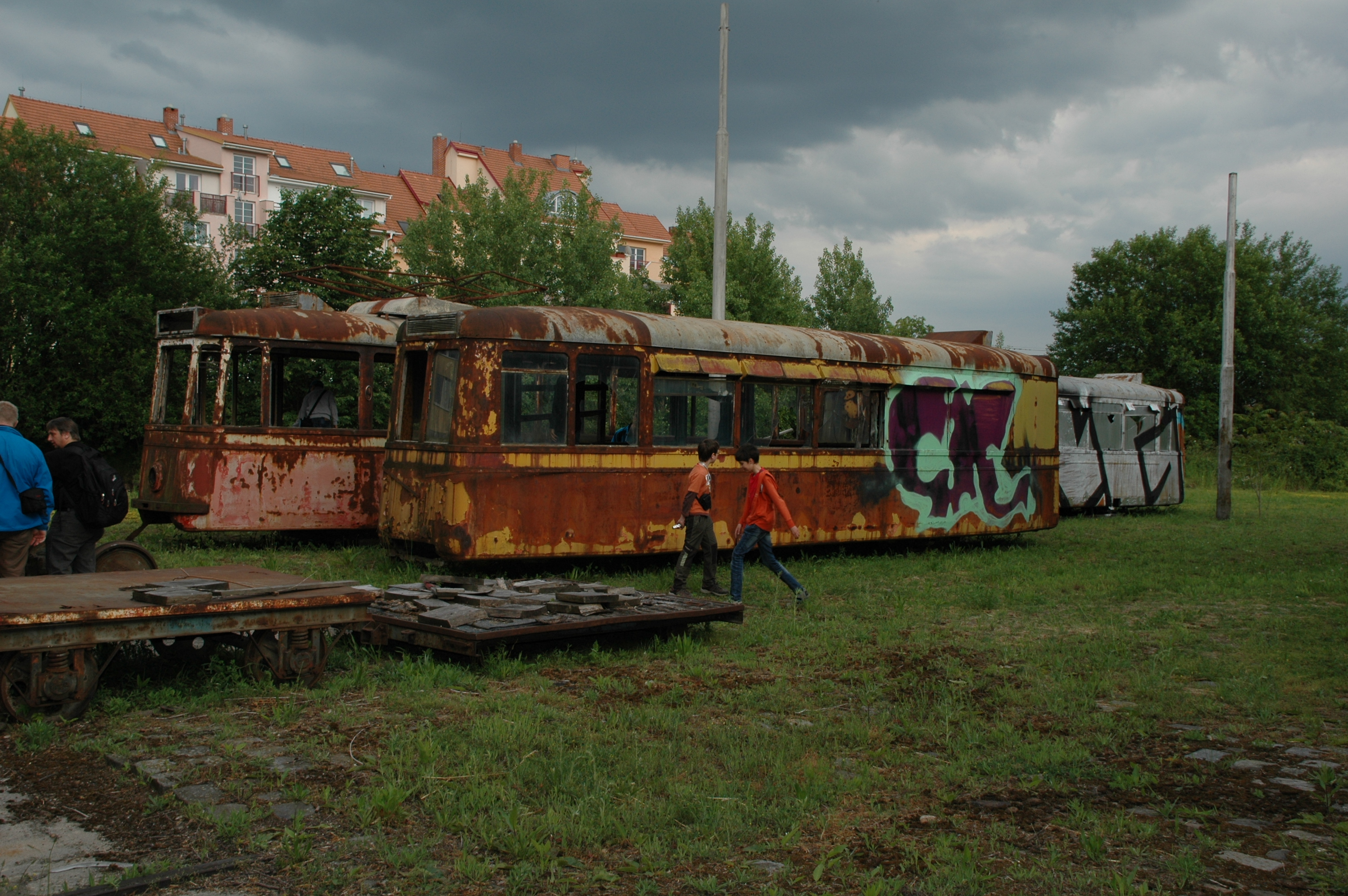
Vrak vlečného vozu ev. č. SV2-1321 (žlutý vůz)